# 12652 Groningen
12652 Groningen è un asteroide della fascia principale. Scoperto nel 1977, presenta un'orbita caratterizzata da un semiasse maggiore pari a 3,0705329 au e da un'eccentricità di 0,1456937, inclinata di 9,14114° rispetto all'eclittica.